# Giovanni dalle Carceri
Giovanni dalle Carceri (c. 1330-1358), fue el triarca del centro de Negroponte, un estado cruzado fundado después de la cuarta cruzada en Grecia, de 1340 a 1358.

## Biografía
Provenía de la noble Casa de Dalle Carceri de Verona. Hijo de Pietro I, triarca del centro de Negroponte, y de Balzana Gozzadini, baronesa de Arcadia. En 1340, tras la muerte de su padre, heredó sus posesiones. Como Giovanni tenía entonces diez años, su madre se convirtió en regente y su tío, Domenico Gazzadini, en su tutor.
En 1349, al alcanzar la mayoría de edad, tomó el poder, pero decidió vender sus posesiones a Giovanni I Sanudo, duque de Naxos. Las negociaciones sobre este asunto finalizaron con un acuerdo sobre un matrimonio entre el triarca y Fiorenza, la hija del duque, que recibiría una rica dote.
Entre 1350 y 1352 prestó importante ayuda a Venecia durante su guerra con Génova. Al mismo tiempo, tenía miedo de emprender empresas independientes, dados los fracasos de su suegro.
Giovanni dalle Carcheri murió en 1358. Le sucedió su hijo Niccolò I.